# 都塚北
都塚北（みやこづかきた）は、大阪府八尾市の地名。現行行政地名は都塚北一丁目及び都塚北二丁目。住居表示は未実施。

## 地理
八尾市の南東部に位置し、北東に柏村町、南東と南西に都塚、北西に刑部と接している。

## 歴史
- 2019年（令和元年）12月20日 - 曙川南土地区画整理事業換地処分に伴い、都塚北一丁目・二丁目を設置[5]。

### 町名の変遷
| 実施後       | 実施年月日                 | 実施前（各町名ともその一部）   |
| ------------ | -------------------------- | ------------------------------ |
| 都塚北一丁目 | 2019年（令和元年）12月20日 | 大字刑部、柏村町三丁目の各一部 |
| 都塚北二丁目 | 2019年（令和元年）12月20日 | 大字都塚、大字刑部の各一部     |

## 世帯数と人口
2020年（令和2年）3月31日現在（八尾市発表）の世帯数と人口は以下の通りである。
| 丁目         | 世帯数  | 人口  |
| ------------ | ------- | ----- |
| 都塚北一丁目 | 167世帯 | 497人 |
| 都塚北二丁目 | 37世帯  | 88人  |
| 計           | 204世帯 | 585人 |

## 学区
市立小・中学校に通う場合、学区は以下の通りとなる（2020年5月時点）。
| 番・番地等 | 小学校             | 中学校               |
| ---------- | ------------------ | -------------------- |
| 全域       | 八尾市立曙川小学校 | 八尾市立曙川南中学校 |

## 交通
- 国道170号

## その他

### 日本郵便
- 郵便番号 : 581-0010[2]（集配局：八尾郵便局[8]）。